# Léon Lafage
Léon Lafage  (1874-1953), est un écrivain français, conteur, régionaliste, occitaniste, né en 1874 à Saint-Vincent-Rive-d'Olt dans le Lot.
Issu d'une famille bourgeoise, Léon Lafage a été élève du Lycée Gambetta de Cahors où il a pour camarades Pierre Calel, Gustave Fréjaville (qui deviendra à Paris un critique renommé, spécialiste des spectacles de théâtre, de cirque et de music-hall).
Sa famille est ruinée par un escroc et la crise viticole liée à l'invasion phylloxéra. Son père devient percepteur. Après le baccalauréat, Léon Lafage commence à exercer sa plume à Cahors, dans les journaux locaux comme Le Réveil du Lot. Devenu étudiant à Paris, on le voit moins à la Faculté de Droit qu'à la "Taverne du Panthéon" ou dans le "Café Vachette" (fréquentés par les artistes et écrivains).
Engagé par le Réveil du Lot, il ne fréquente plus guère que les théâtres et il est encouragé par Gustave Larroumet, son compatriote cadurcien, directeur des Beaux-Arts. Ayant fait de mauvaises affaires dans l'exploitation à Piolenc, en Vaucluse, d'une usine de verre, il prend un travail au  Ministère de la Justice. Il écrit pour la Revue hebdomadaire. D'autres contes et nouvelles trouveront leur place dans le supplément illustré du Petit Parisien, et dans Le Journal dirigé par Catulle Mendès. L'une de ces nouvelles, La Boumiane, paraîtra dans « Lisez-moi » n°16 du 25 juillet 1946, et sera reprise (magnifiquement illustrée) sous le nom de Léo Lafage, dans le n°9 de « Lectures pour tous »  en décembre 1954. Bernard Grasset, jeune éditeur, publie en 1907, son premier livre, La chèvre de Pescadoire, qui connaît un certain succès.
Léon Lafage publie ensuite Par aventure, une nouvelle ayant pour toile de fond Paris et le Vaucluse ; un recueil, Bel Écu de Jean Clochepin, un livre dont les épisodes se déroulent dans le Quercy. Pendant la guerre de 1914, Léon Lafage demeure au Ministère de la Justice, se rend à Cahors puis à Mont-de-Marsan. En 1916, il est, à Londres, Secrétaire général du Haut-Commissariat de France en Grande-Bretagne.
D'autres romans vont suivre : Les abeilles mortes (1921) ; Bottier-Lampaigne (1926), La felouque bleue, (1927). Puis des contes : Fifre et le buis (1931), Le pays de Gambetta (1933), La rose de cuir (1940).
Léon Lafage passe la Seconde Guerre mondiale entre Tarbes et Lourdes, retourne en 1948 à Paris où il meurt le 9 mars 1953.

## Note
1. ↑  Jules Lafforgue, poète, auteur de la chanson Les vieilles de chez nous ; à ne pas confondre avec Jules Laforgue.

## Source
- A. Moulis, Léon Lafage, écrivain du Quercy, Cahors, 1959.